# Пива
Пи́ва (черног. Пива, босн. Piva) — река в Черногории и Боснии и Герцеговине.
Пива образована слиянием рек Синяц и Комарница. Протекает в Черногории, затем — в Боснии и Герцеговине, где, сливаясь с рекой Тарой, образует Дрину (Черноморский бассейн). Большая часть течения реки проходит в глубоком каньоне, потому она не судоходна. 

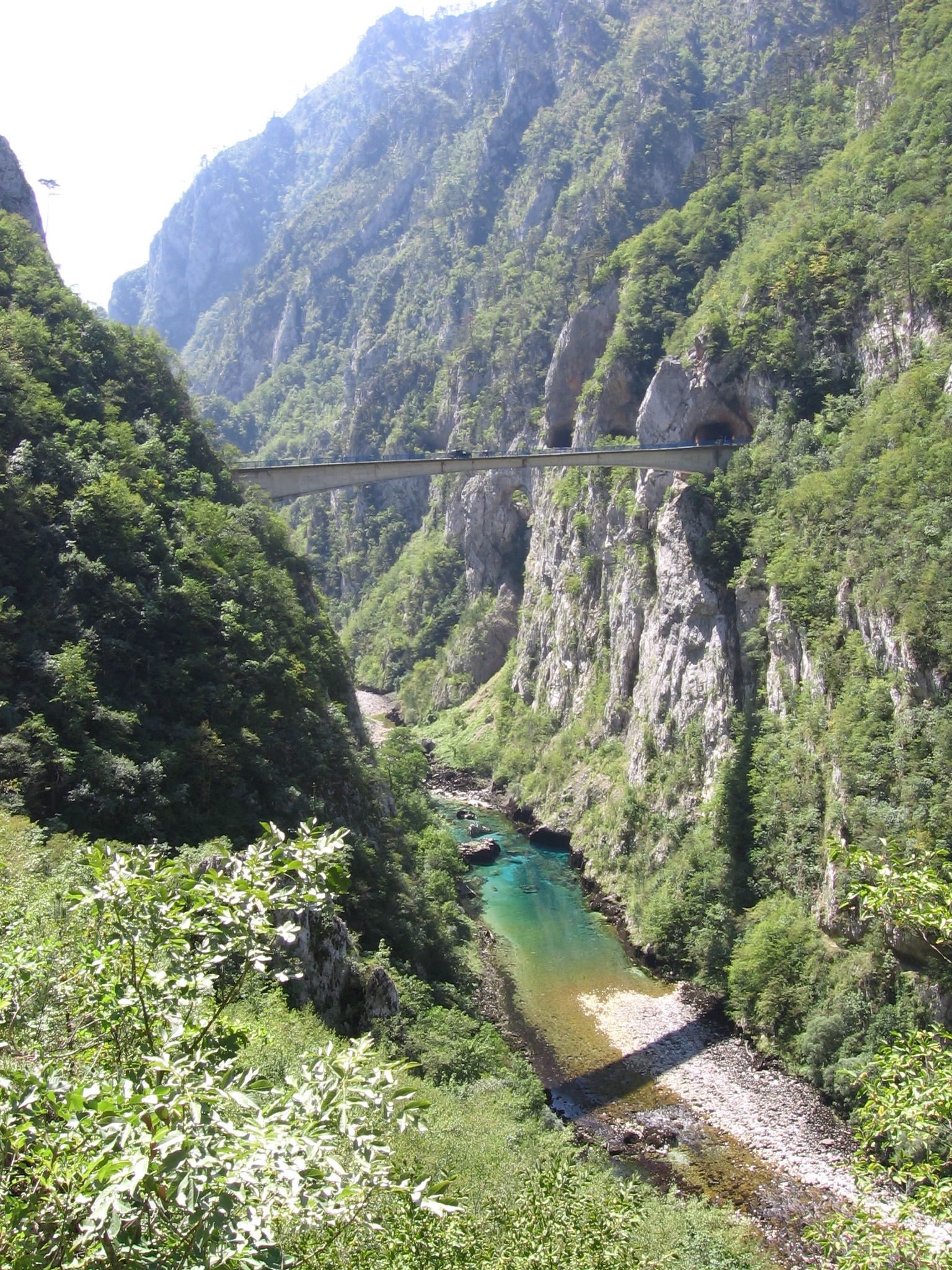
Мост через каньон реки Пива

Длина реки 31,8 км, площадь водосборного бассейна около 1784 км², по другим данным, 1731 км². В бассейне реки большую роль играют подземные воды, что заметно в паводковый период, когда  потоки воды собираются.
В 1976 году в Черногории на реке была построена плотина ГЭС Мратине высотой 220 метров, которая является одной из самых высоких в мире. В результате в каньоне образовалось искусственное озеро с площадью поверхности 12,5 км², с длиной 42 км и глубиной до 188 метров, которое также залило часть русел притоков Пивы: рек Комарницы, Врбницы и одного из ручьев. Проект плотины был очень сложным с инженерной точки зрения. 

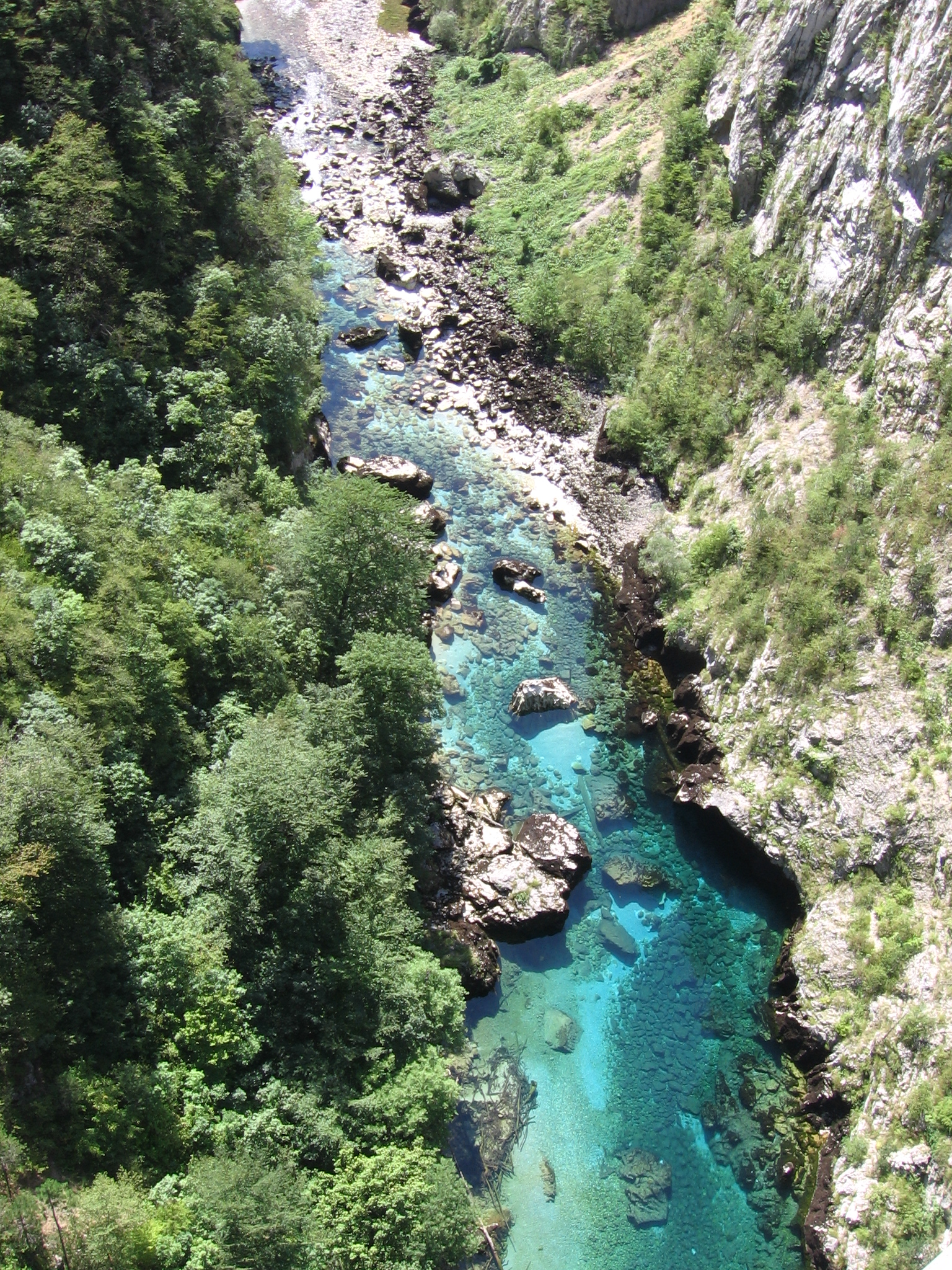
Каньон реки Пива

## См.также
- Водные ресурсы Черногории